# C-Rock
C-Rock (* 7. Januar 1972 in Frankfurt am Main; bürgerlich Christian Rindermann) ist ein deutscher DJ und Musikproduzent.

## Karriere
C-Rock ist seit 1988 als DJ tätig und gehört neben Künstlern wie Ata Macias, Tyron Dixon, Vincenzo oder Yannick zu den führenden deutschen Deep-House-DJs. Unter dem Projektnamen house research und paranoiaparadise organisierte C-Rock Anfang der 90er zusammen mit Ricardo Villalobos und DJ Yannick Housepartys im Rhein-Main-Gebiet mit namhaften Gästen, z. B. Carl Craig, Chez Damier, John Acquaviva, David Alvarado, Brendan M Gillen, und Dan Curtin. Parallel dazu gab C-Rock mit Yannick bis Mitte der 90er das House-Fanzine SiZE! im DIN-A6-Format heraus.
Neben seiner Arbeit für seine Labels Stir15 und Lofi Stereo produziert C-Rock auch für befreundete Labels wie Kompakt, Playhouse und Antipop. Für die Red Bull Music Academy und Ecler Barcelona arbeitet er als Berater und Entwickler. 
C-Rock schreibt als freier Autor unter anderem für die Magazine de:bug, Groove und Keys.
Mit seinem Album Track & Feel (1998), auf dem C-Rock Minimal-Dub-Strukturen mit klassischem House und Techno kombinierte, legte er einen der Grundsteine zum „deutschen Housesound“. 
Stationen seiner DJ-Tätigkeit waren unter anderem Auftritte in Chile im Museum für moderne Kunst in Santiago sowie Sets in der Schweiz, Portugal, Spanien (u. a. Sonar), den USA, unter anderem in Chicago, und in allen wichtigen deutschen House-Clubs. 
Er veröffentlichte zusammen mit Matthias Vogt das Projekt Motorcitysoul auf dem Label Infracom. Unter seinem Minimal-House-Projektnamen Star*Dub (Dub*Star) produzierte er auch schon für Kompakt und remixte Sven Väth, beispielsweise dub controls your mind und barbarella2000. Weiterhin bildet er zusammen mit Neville Attree das gemeinsame Projekt Further auf Lofi Stereo. Im September 2005 erschien die Kooperation von Motorcitysoul und Chez Damier (Kids in the streets) mit keep on turning auf Stir15.
Von Juli 2004 bis 2012 arbeitete C-Rock als Resident-DJ in Sven Väths Cocoon Club in Frankfurt. Er hostete die Going-deeper-Abende jeden Freitag mit Gästen wie Hans Nieswandt, Rainer Trüby, Jef-K und Charles Webster. Von August 2006 bis 2014 hostete C-Rock alle zwei Monate die You-FM-Clubnight, ehemals HR-XXL-Clubnight, zusammen mit DJ Franksen. Im September 2007 startete die Partyreihe Our House im Cocoon Club, bei der Motorcitysoul, bestehend aus C-Rock und Matthias Vogt, und namhafte Gast-DJs auflegten.

## Diskografie (Auszug)
- playhouse vs. stir15: miguel martinez (playhouse/ladomat)
- c-rock blubokz/hazard (stir15)
- c-rock confused work put (urban flow)
- c-rock limited edition ep (stir15)
- c-rock seasons: summer/winter (stir15)
- c-rock cabena - the dance (stir15)
- c-rock pres.: dubstar one day in the life of guillermo vilas (soap)
- c-rock deep in the green (stir15)
- c-rock track & feel (album, stir15)
- diet (with clair dietrich) rich diet e.p. (lofi stereo)*
- dubstar anxious (lofi stereo)
- dubstar shining thru (kompakt)
- dubstar take my hand (… promised land) (playhouse)
- dubstar take my hand (… promised land) (antipop)
- stardub cut & paste (album, lofi stereo)
- further stone cold (lofi stereo)
- further good times (lofi stereo)
- further nowhere left to run (lofi stereo)
- further electric soul/lost for time (lofi stereo)
- motorcitysoul it's on (infracom)
- motorcitysoul written in the stars (infracom)
- kids in the streets (chez damier & motorcitysoul) keep on turning (stir15)

## Remixes (Auszug)
- abdullah ibrahim damara blue (enya)
- ambo tight (antipop)
- blaze how deep is your love (dance wicked/stir15)
- boobjazz free your soul (stir15 recordings)
- dadableep phuq u (lofi stereo)
- dj grobas feel the bass (thrasher home, e)
- dublex inc boogie boiled (pulver rec)
- lorenzo love is dangerous (draft)
- monne automne el salvador (lofi stereo)
- Parov Stelar move on (etage noir, austria)
- phonique vs. erlend oye time being (dessous)
- re:jazz vs. rockers hifi push push (infracom)
- Richard davis further's acid relapse (punkt music)
- second life into you (stir15 recordings)
- Steve Bug she drives me up the wall (raw elements)
- Sven Väth - barbarella2000 (wea)
- Sven Väth - sounds control your mind (virgin)